# Sicherheitsflughöhe
Die Sicherheitsflughöhe (engl. minimum sector altitude, MSA) gibt dem Piloten an, in welcher Flughöhe er gerade noch sicher fliegen kann, ohne mit Bodenobjekten (Häuser, Türme, Berge, …) zu kollidieren. In manchen Publikationen findet sich auch die falsche Übersetzung “minimum safe altitude”.
Es wird dabei bereits ein Sicherheitsabstand von 1.000 ft, bei höherem Gelände 2.000 ft einkalkuliert. Wird die Sicherheitsflughöhe auf der Flugkarte beispielsweise mit 1.500 ft angegeben, so sind die Erhebungen in dieser Gegend höchstens 500 ft hoch.
Die Sicherheitsflughöhe wird in Bezug auf die ICAO-Standardatmosphäre angegeben (barometrische Höhenmessung nach QNH). Der Pilot muss also die lokalen Wetterbedingungen berücksichtigen und gegebenenfalls einen Korrekturwert eintragen.

## Flugkarten-Sicherheitsflughöhe
Sicherheitsflughöhen können auf den verschiedenen Flugkarten unterschiedlich angegeben sein. Dies ist in der Legende der jeweiligen Karte erklärt. Die Sicherheitsflughöhe wird zum einen für die gesamten Karte, zum anderen für die Luftstraßen angegeben.
Beispiel: Die höchste Erhebung auf der gesamten Karte ist 5.310 ft (z. B. Berg mit 1750 m Seehöhe). Bei einem Sicherheitszuschlag von 1.000 ft wäre die Sicherheitsflughöhe für das gesamte dargestellte Gebiet 6.310 ft. Es wird auf den nächsten sicheren Hunderter gerundet. Also steht vorne auf der Karte: MSA 6.400. Die höchste Erhebung ist in der Karte selbst mit einem dicken Rahmen hervorgehoben.
Auf anderen Flugkarten ist die höchste Erhebung durch einen besonders dicken Pfeil hervorgehoben, der auf die Zahl für die höchste Erhebung auf der Karte zeigt.
Die Flugkarte ist in einzelne Planquadrate unterteilt. Für jedes dieser Rechtecke wird eine Sicherheitsflughöhe mit einer blassblauen Zahl in der oberen linken Ecke angegeben oder in einer anderen ähnlichen Form. Hierbei bedeutet beispielsweise {\displaystyle 4^{5}} eine sogenannte MGA (engl. minimum grid altitude) von 4.500 ft.
Vorsicht: 

In der ICAO-Karte 1:500.000 stehen die Zahlen {\displaystyle 4^{5}} = 4.500 Fuß nicht für die MGA, sondern für die MEF (engl. maximum elevation figure). Die MEF berechnet sich aus der Höhe der höchsten Erhebung in Fuß (ft) AMSL gemessen im Bereich eines auf der Luftfahrtkarte eingezeichneten Rechtecks mit einer Kantenlänge von jeweils 30 Minuten (Längen- wie Breitenminuten), plus bei Geländeerhebungen 328 ft (100 m) Zuschlag für eventuelle Hindernisse (Bäume, Gebäude) und zuzüglich 30 ft Sicherheitsreserve, somit ein gesamter Zuschlag von 358 ft; dieser wird zur Höhe addiert, dann wird auf volle hunderter Fuß aufgerundet. Bei künstlichen Hindernissen (die eine genaue Höhe haben) erfolgt dagegen kein extra Zuschlag, jedoch werden 60 ft Sicherheitsreserve zur Höhe addiert. Auch hierbei wird dann noch auf volle hunderter Fuß aufgerundet.
Die Maximum Elevation Figure kann geringer als die kleinste zulässige Sicherheitsmindesthöhe laut § 6 LuftVO von 500 ft sein.

## Luftstraßen-Sicherheitsflughöhe
Für jede Luftstraße wird MTCA (engl. minimum terrain clearance altitude) angegeben.

## Flugplatz-MSA

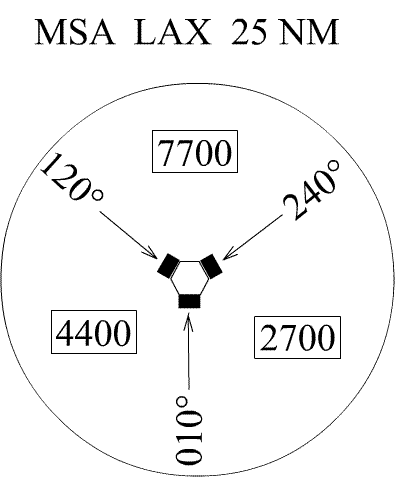
Minimum Sector Altitude, Los Angeles Airport (KLAX)

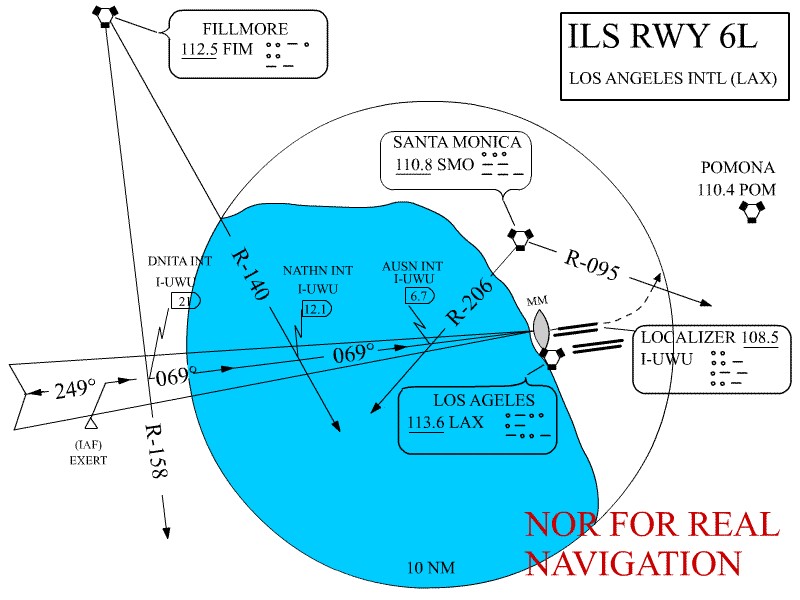
ILS-Anflugkarte 6L, Los Angeles Airport (KLAX)

Für Landungen auf Flugplätzen wird die MSA auf den Anflugkarten angegeben. Ein in unmittelbarer Nähe des Platzes befindliches Funkfeuer oder der Flugplatzbezugspunkt wird als Zentrum eines Kreises mit dem Radius 25 NM genommen. In diesem Kreis werden mit Hilfe der Funkleitstrahlen (Radial) verschiedene Sektoren bestimmt, für die die unterschiedlichen Sicherheitsflughöhen angegeben werden.
Beispiel: MSA am Los Angeles International Airport
Sicherheitsflughöhe im Umkreis von 25 NM um das VOR (Funkfeuer) mit der Kennung „LAX“, welches unmittelbar am Flughafen steht. Es gibt drei verschiedenen Sektoren unterschiedlicher Sicherheitsflughöhen. Unterteilt werden die Sektoren durch Funkstrahlen, die vom VOR ausgestrahlt werden (Radial). Flugzeuge im nördlichen Sektor (egal, ob sie an-, ab- oder vorbeifliegen) müssen eine Sicherheitsflughöhe von 7.700 ft einhalten, denn dort ist die Bergkette, auf der das berühmte Hollywood-Zeichen steht. Flugzeuge im südöstlichen Sektor müssen eine Mindesthöhe von 2.700 ft einhalten, wegen einiger ganz kleiner Berge. Flugzeuge im südwestlichen Sektor müssen 4.400 ft einhalten, da der Sektor im Norden bis an die Santa Monica Mountains heranreicht.